# Louischen
Louischen (Petite Louise) est une polka française de Johann Strauss II (op. 339). L'œuvre est créée le 22 septembre 1869 à Pavlovsk, en Russie.

## Histoire
La polka est écrite à l'été 1869 lors du voyage du compositeur en Russie. Sa première est donnée sous le nom de Nitschewo-Polka. L'ouvrage est ensuite publié à Vienne sous son nom actuel. Cependant, on ne sait pas en l’honneur de qui le nouveau nom est donné. En 1899, Adolf Müller utilise la musique de la polka pour composer l'opérette Wiener Blut sur des motifs de Johann Strauss II. Dans l'opérette, vous pouvez entendre la musique de la chanson d'entrée du serviteur Josef, Anna! Anna! Anna! Ich such' jetzt da (Anna ! Anna ! Anna ! Je regarde là-bas maintenant).

## Durée
Le temps de lecture sur le CD répertorié en références est de 3 minutes et 45 secondes. Ce temps peut varier quelque peu, selon l'interprétation musicale du chef d'orchestre.

## Postérité
La pièce est jouée lors du célèbre concert du nouvel an à Vienne :en 1943 (Clemens Kraus).